# Polymyxin

Colistin

Polymyxin B (R = H là polymyxin B1, R = CH _{3} là polymyxin B2)

Polymyxin là kháng sinh. Polymyxin B và E (còn được gọi là colistin) được sử dụng trong điều trị nhiễm khuẩn gram âm. Chúng hoạt động chủ yếu bằng cách phá vỡ màng tế bào vi khuẩn. Chúng là một phần của một nhóm các phân tử rộng hơn gọi là peptide không ribosome.
Chúng được sản xuất trong tự nhiên bởi các vi khuẩn gram dương như Paenibacillus polymyxa.

## Sử dụng y tế
Kháng sinh Polymyxin tương đối độc hại thần kinh và độc thận, vì vậy thường chỉ được sử dụng như là phương sách cuối cùng nếu kháng sinh hiện đại không hiệu quả hoặc chống chỉ định. Sử dụng điển hình là đối với các bệnh nhiễm trùng gây ra bởi các chủng vi khuẩn Pseudomonas aeruginosa hoặc carbapenemase kháng thuốc do Enterobacteriaceae gây ra. Polymyxin ít ảnh hưởng đến các sinh vật gram dương và đôi khi được kết hợp với các tác nhân khác (như với trimethoprim / polymyxin) để mở rộng phổ hiệu quả.
Polymyxin B không được hấp thu từ đường tiêu hóa, vì vậy chúng chỉ được dùng bằng đường uống nếu mục tiêu là khử trùng đường tiêu hóa. Một cách điều trị khác được chọn để điều trị toàn thân, ví dụ, tiêm (thường tiêm tĩnh mạch) hoặc bằng đường hô hấp. Chúng cũng được sử dụng bên ngoài dưới dạng kem hoặc thuốc nhỏ để điều trị viêm tai ngoài externa (tai bơi) và là một thành phần của thuốc mỡ kháng sinh ba để điều trị và ngăn ngừa nhiễm trùng da.

## Cơ chế hoạt động
Sau khi liên kết với lipopolysacarit (LPS) ở màng ngoài của vi khuẩn gram âm, polymyxin phá vỡ cả màng ngoài và màng trong. Đuôi kỵ nước rất quan trọng trong việc gây tổn thương màng, cho thấy chế độ hoạt động giống như chất tẩy rửa.
Loại bỏ đuôi kỵ nước của polymyxin B tạo ra polymyxin nonapeptide, vẫn liên kết với LPS, nhưng không còn giết chết tế bào vi khuẩn. Tuy nhiên, nó vẫn có thể làm tăng tính thấm của thành tế bào vi khuẩn đối với các kháng sinh khác, cho thấy rằng nó vẫn gây ra một số mức độ vô tổ chức màng.
Vi khuẩn gram âm có thể phát triển tính kháng với polymyxin thông qua các sửa đổi khác nhau của cấu trúc LPS có tác dụng ức chế sự liên kết của polymyxin với LPS.
Kháng kháng sinh đối với loại thuốc này ngày càng tăng, đặc biệt là ở miền nam Trung Quốc. Gần đây, gen mcr-1, có khả năng kháng kháng sinh, đã được phân lập từ các plasmid vi khuẩn trong Enterobacteriaceae.

## Hóa học

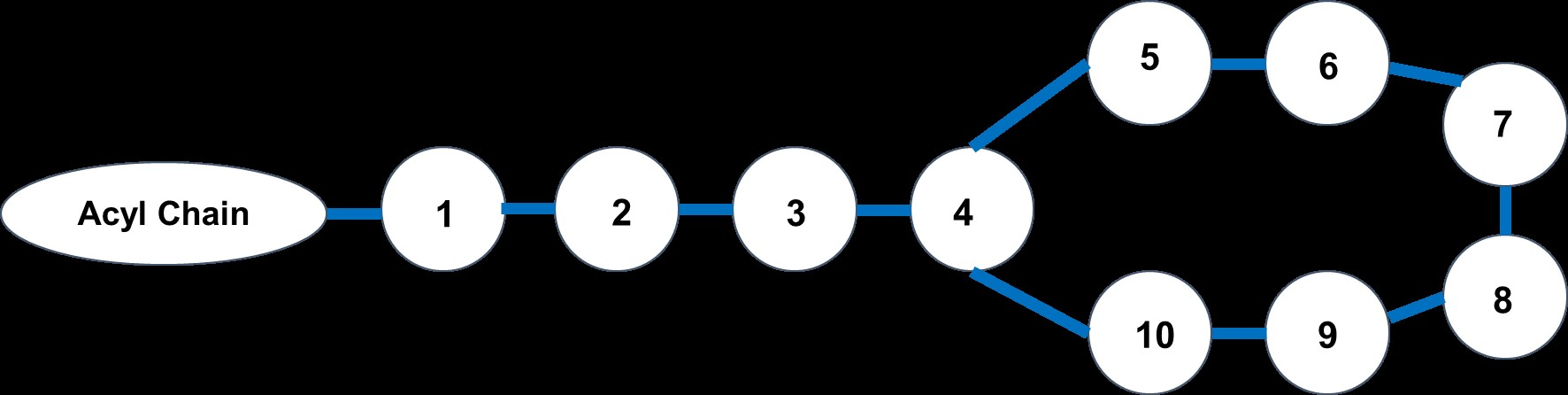
Số biểu thị trình tự tải amino acid.

Polymyxin là một nhóm polypeptide không phải ribosome (NRP) được sinh tổng hợp bởi các vi khuẩn thuộc chi Bacillus, cụ thể hơn là thuộc chi Paenibacillus. Polymyxin bao gồm 10 gốc amino acid, sáu trong số đó là L-a, γ- diaminobutyric (L-DAB). Gốc của DAB làm cho polymyxin có nhiều nhóm tích điện dương ở pH sinh lý. Bảy gốc amino acid tạo thành thành phần tuần hoàn chính, trong khi ba phần còn lại mở rộng từ một trong các dư lượng theo chu kỳ như một chuỗi tuyến tính chấm dứt trong axit 6-methyloctanoic hoặc axit 6-methylheptanoic tại điểm cuối N. Trong quá trình đóng vòng, gốc amino acid thứ 10 liên kết với gốc amino acid thứ 4. Gốc amino acid và các đơn phân DAB thường có trong cấu hình L (levo), tuy nhiên một số chủng như P. polymyxa PKB1 đã được quan sát thấy để kết hợp DAB với Cấu hình D (dextro) ở vị trí 3 tạo ra các biến thể của polymyxin B.
Polymyxin M còn được gọi là "mattacin".

### Sinh tổng hợp
Các polymyxin được sản xuất bởi các hệ thống tổng hợp peptide peptide không ribosome ở vi khuẩn gram dương như Paenibacillus polymyxa. Giống như các NRP khác, polymyxin được tập hợp bởi synthetase với nhiều mô-đun, mỗi mô-đun chứa một tập hợp các miền enzyme hoạt động liên tục trên chuỗi tăng trưởng bằng cách thêm dư lượng tiếp theo và mở rộng chuỗi thông qua các phản ứng ngưng tụ và hình thành liên kết peptide. Các bước cuối cùng liên quan đến một miền thioesterase ở đầu C của mô-đun cuối cùng để chu kỳ phân tử và giải phóng chuỗi khỏi enzyme.

## Nghiên cứu
Polymyxin được sử dụng để trung hòa hoặc hấp thụ các chất gây ô nhiễm LPS trong các mẫu, ví dụ như trong các thí nghiệm miễn dịch. Giảm thiểu ô nhiễm LPS có thể rất quan trọng vì LPS có thể gợi lên các phản ứng mạnh mẽ từ các tế bào miễn dịch, làm sai lệch kết quả thí nghiệm.
Bằng cách tăng tính thấm của hệ thống màng vi khuẩn, polymyxin cũng được sử dụng trong công việc lâm sàng để tăng giải phóng các chất độc được tiết ra, như độc tố Shiga, từ Escherichia coli.
Vấn đề toàn cầu về việc thúc đẩy kháng kháng sinh đã dẫn đến một mối quan tâm mới trong việc sử dụng chúng.